# Molophilus echo
Molophilus echo är en tvåvingeart som beskrevs av Alexander 1952. Molophilus echo ingår i släktet Molophilus och familjen småharkrankar. Inga underarter finns listade i Catalogue of Life.